# Schronisko pod Wysoką Skałą
Schronisko pod Wysoką Skałą – schronisko w skałach na wzgórzu Parzenicy w obrębie miejscowości Jaroszowiec, w województwie małopolskim, w powiecie olkuskim, w gminie Klucze. Pod względem geograficznym znajduje się na Płaskowyżu Ojcowskim na Wyżynie Olkuskiej będącej częścią Wyżyny Krakowsko-Częstochowskiej.

## Opis obiektu
Obiekt ma 5 otworów. Główny otwór znajduje się na północnej stronie skał. Północną ekspozycję ma jeszcze jeden mniejszy otwór, dwa inne mają ekspozycję południowo-wschodnią, jeden południowo-zachodnią. Nie jest to typowe schronisko, lecz dwie krzyżujące się z sobą duże szczeliny o wysokości do kilkunastu metrów, rozcinające skalny masyw od dołu do góry. Tylko miejscami mają strop utworzony przez zaklinowane głazy. Głazy te zaklinowane są na różnych wysokościach, dzięki czemu tworzą kilka poziomów. Ich pokonywanie może być niebezpieczne (ryzyko osunięcia się skał). Na najwyższym poziomie można obserwować ślady działalności wód – wytworzone przez podziemne wody szczeliny i nisze zakolowe. Oprócz nich występują pionowe pęknięcia.
Obiekt powstał w wapieniach z okresu późnej jury (oksford). Nie ma szaty naciekowej, jest przewiewny i w całości oświetlony rozproszonym światłem słonecznym. Na jego ścianach dość licznie rozwijają się glony i porosty. Dno szczelin na górnych piętrach jest skaliste, na dolnych przysypane grubą warstwą nawianych przez wiatr liści.

## Historia poznania i dokumentacji
Schronisko prawdopodobnie znane od dawna, ale rzadko odwiedzane. Po raz pierwszy zmierzyli go w sierpniu 1988 r. A. Polonius i J. Sławiński. Plan opracował A. Polonius.

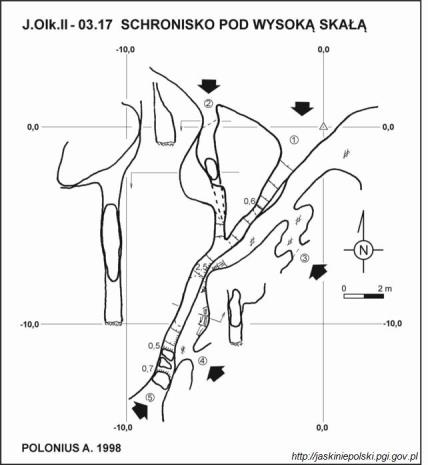
Plan